# تیری بیانکویس
تیری بیانکویس (به فرانسوی: Thierry Bianquis) (متولد ۳ اوت ۱۹۳۵ - درگذشت ۲ سپتامبر ۲۰۱۴) خاورشناس و عربی‌دان فرانسوی بود. او به موضوع خاورمیانه اسلامی قرون وسطایی علاقه داشت، مخصوصاً دوران فاطمی مصر و سوریه؛ که همین موضوع تزش بود.
او ویراستار ویرایش دوم دانشنامه اسلام بود و از نویسندهگان اصلی تاریخ مصر کمبریج، دوران اسلامی (۶۴۱–۱۵۱۷) بوده‌است.